# Pleschaitz
Pleschaitz är en bergstopp i Österrike.   Den ligger i distriktet Murau och förbundslandet Steiermark, i den centrala delen av landet, 190 km sydväst om huvudstaden Wien. Toppen på Pleschaitz är 1 797 meter över havet, eller 737 meter över den omgivande terrängen. Bredden vid basen är 12,7 km.
Terrängen runt Pleschaitz är kuperad åt sydost, men åt nordväst är den bergig. Runt Pleschaitz är det ganska glesbefolkat, med 22 invånare per kvadratkilometer.. Närmaste större samhälle är Murau, 11,7 km sydväst om Pleschaitz. 
I omgivningarna runt Pleschaitz växer i huvudsak blandskog.